# Гатіно

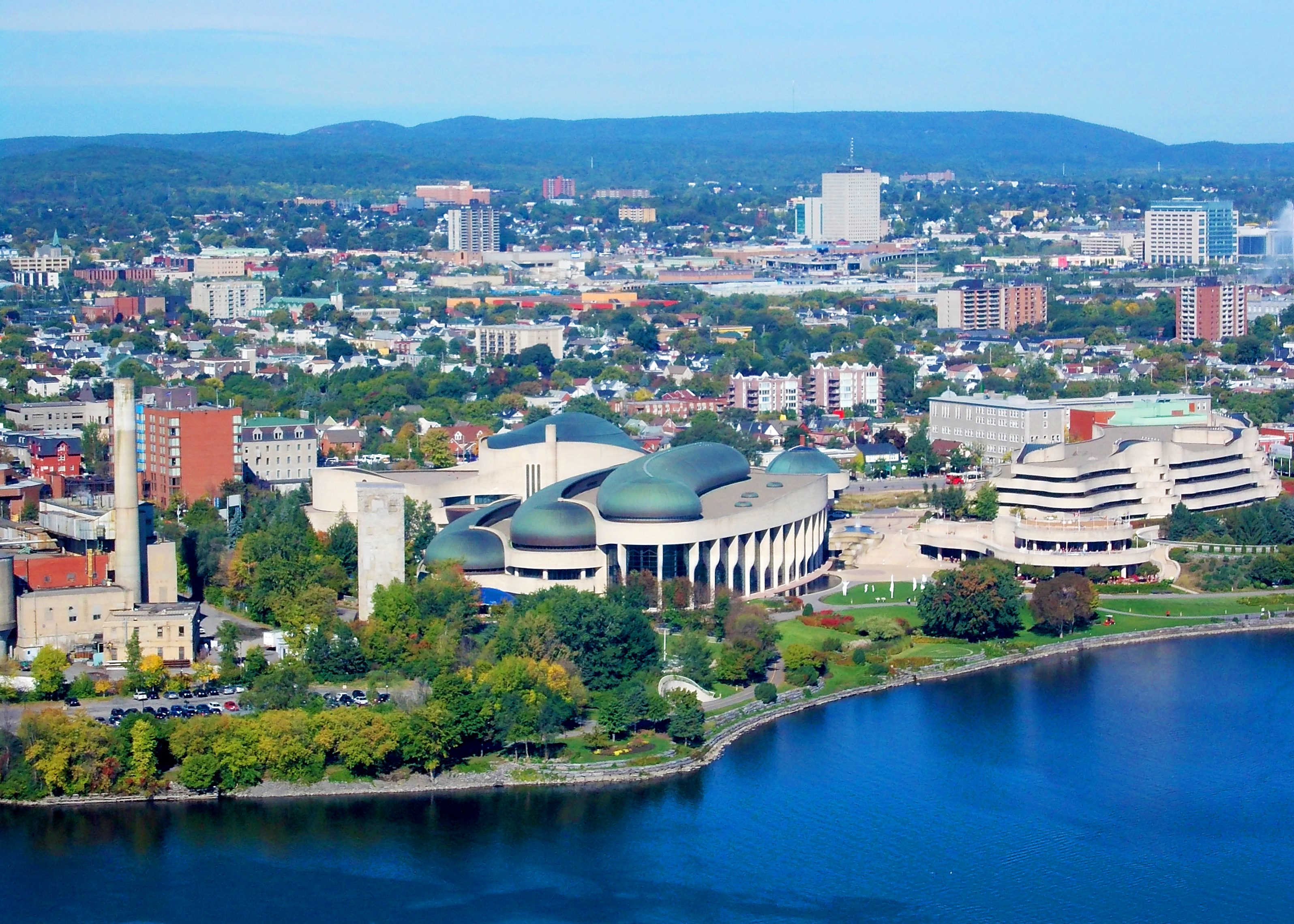
Вид на Гатіно з Парламентської Вежі Миру (Оттава)

Гатіно́ (фр. Gatineau) — місто в Канаді в західній частині провінції Квебек. Розташоване на протилежному канадській столиці Оттаві березі однойменної річки в межах Національного столичного регіону. Водночас є столицею квебекського регіону Оттава.
Гатіно виник у результаті злиття 1 січня 2002 року декількох міст у районі Оттави в один муніципалітет (у тому числі центрального містечка Галл, що на північному березі річки Гатіно). У провінції Квебек Гатіно — п'яте за кількістю населення. У місті розташовано багато державних установ столичного регіону. Уряд Канади докладає багато зусиль для рівномірного працевлаштування державних працівників в Оттаві та Гатіно. Зокрема, у місті розташовані значні культурні об'єкти, такі як Канадський музей історії. Місто також має власне дуже цікаве культурне життя: тут щорічно відбуваються численні фестивалі, такі як фестиваль повітряних куль.
В околицях розташований один з найбільших і найкрасивіших парків у регіоні — парк Жак-Картьє.
Більшість мешканців міста — франкомовні канадці (88 %), однак існує й невелика англомовна меншина, що складає 10 %.

## Освіта
Серед вищих навчальних закладів міста — Квебецький університет в Оттаві та філіал Національного автономного університету Мексики.